# Ctenognophos paerlita
Ctenognophos paerlita är en fjärilsart som beskrevs av Butler 1886. Ctenognophos paerlita ingår i släktet Ctenognophos och familjen mätare. Inga underarter finns listade i Catalogue of Life.